# インドゾウ
インドゾウ（学名：Elephas maximus indicus、英語名：Indian elephant）は、哺乳綱- ゾウ目（長鼻目）- ゾウ科- アジアゾウ属に分類されるアジアゾウの、下位分類にあたる1亜種。
インドゾウを含む種アジアゾウ Elephas maximus は、過去3世代（60から75年）の間で個体数が少なくとも50%減少したとして、1986年よりIUCNに絶滅危惧種と評価されている。

## 特徴
アジアゾウの代表的亜種であり、インド亜大陸（インド、バングラデシュ〈チッタゴン丘陵地帯〉、ネパール、ブータン）、インドシナ半島（ラオス、ミャンマー〈ペグ山脈、タニンダーリ管区、シャン州〉、タイ、マレー半島、カンボジア東部〈モンドルキリ州とラタナキリ州〉、ベトナム）、および、中国大陸南端部（中華人民共和国南端部〈雲南省、シーサンパンナ・タイ族自治州、思茅区、臨滄市〉）の森林地帯に分布する。

## シュリクマー関数
シュリクマー関数（シュリクマーかんすう、英: Sreekumar function）は、インド象の表面積を求める公式。ケラーラ農業大学で研究を続けたインドの獣医学者K.P.スリークマル博士と故G.ニーマラン博士によって導出され、1990年に学術雑誌『Veterinary Research Communications』で発表された。この業績により両氏は2002年にイグノーベル賞数学賞を受賞している。ただし、この公式が当てはまるのはインドゾウだけで、体型が異なるアフリカゾウには当てはまらない。

### 公式
シュリクマー関数はインドゾウの体表面積を S、肩までの高さを H、前足の円周を FFC として
{\displaystyle \mathrm {S} =-8.245+6.807\mathrm {H} +7.073\mathrm {FFC} }
と表される。